# Magic: l'Adunanza

Il primo logo di Magic, presente sul retro di ogni carta stampata

Magic: l'Adunanza, nell'originale inglese Magic: The Gathering, spesso abbreviato in MtG o semplicemente Magic, è il primo gioco di carte collezionabili del mondo, creato da Richard Garfield e pubblicato nel 1993 dalla Wizards of the Coast. Secondo la Wizards of the Coast al 2003 era giocato da più di sei milioni di persone in più di cinquanta paesi. Al 2011 è il più venduto gioco di carte collezionabili, seguito da Pokémon Trading Card Game e Yu-Gi-Oh!.
Magic: The Gathering (il nome dell'edizione italiana è stato Magic: l'Adunanza fino all'espansione Flagello del giugno 2003, poi anche sulle confezioni italiane comparve Magic: The Gathering) è un gioco in cui le carte rappresentano le magie a disposizione di un mago che si confronta in una battaglia con un altro o più maghi. Ognuno dei contendenti ha a disposizione creature, incantesimi, stregonerie, artefatti, magie veloci (dette istantanei) e alleati (detti planeswalker) per cercare di sconfiggere uno o più avversari.
Il gioco si divide in più formati, nei quali vigono regole diverse.

## Storia
Nel 1991 Richard Garfield, all'epoca studente dottorando di analisi combinatoria all'Università della Pennsylvania, propose alla Wizards of the Coast la produzione del gioco RoboRally, da lui sviluppato. Il direttore esecutivo della Wizards of the Coast Peter Adkison, pur ritenendolo promettente non ne fu interessato, perché all'epoca la sua ditta non aveva le risorse per produrre giochi da tavolo. Comunque disse a Garfield che sarebbe stato interessato ad un gioco portatile, maneggevole e veloce che potesse essere giocato alle convention durante i momenti morti.
Durante un'escursione vicino alla cascata di Multnomah, Garfield ebbe l'idea di riprendere il concetto di un gioco che aveva in mente da tempo, ma non aveva mai sviluppato chiamato Five Magics e basato su cinque tipi di magia elementale provenienti da diverse aree geografiche. Un concetto che aveva più volte rimuginato e modificato, ma mai raffinato in un gioco pubblicabile. Garfield applicò l'idea base del gioco a un mazzo di carte collezionabile, così che ogni giocatore avrebbe potuto comporre un suo mazzo. Propose l'idea ad Adkison in un nuovo incontro a Seattle, Adkison afferrò immediatamente il potenziale di un gioco che poteva essere espanso indefinitivamente con nuove carte e al riguardo scrisse in un post su USENET, «Se eseguito propriamente, [le carte] ci avrebbero portato milioni»

### Sviluppo iniziale
Garfield ritornò in Pennsylvania e cominciò a progettare le regole base e le carte iniziali, completandone circa 150 nei primi mesi. Ogni colore era incentrato su un tipo di magia che si sarebbe mantenuto costante nello sviluppo di Magic, per esempio il rosso rappresentava attacchi aggressivi. Garfield cita tra i giochi che influenzarono il progetto in questa fase Cosmic Encounter e Strat-o-matic Baseball per la caratteristica di differire in ogni partita a causa del diverso insieme di carte utilizzate. Le prime carte vennero preparate usando immagini disponibili e stampate su carta per essere testati da gruppi di volontari dell'Università. Dopo circa sei mesi dall'incontro con Adkison, Garfield aveva raffinato una prima versione completa del gioco. Garfield iniziò anche a sviluppare un'ambientazione basata su Dominia, un multiverso composto da infiniti "piani" dai quali i giocatori, come maghi, traessero il loro potere e le creature e magie che stava progettando per le carte.
Nel frattempo Adkison cercò investitori per prepararsi alla pubblicazione del gioco. La compagnia era già impegnata nella produzione di un supplemento per giochi di ruolo intitolato The Primal Order, la cui pubblicazione nel 1992 coinvolse però la Wizard of the Coast in una causa con la Palladium Books, che la accusò di aver violato la sua proprietà intellettuale. Il caso fu infine chiuso con un accordo per cui fu stampata una nuova versione di The Primal Order che non comprendeva le regole per il sistema di gioco della Palladium, ma questo incise finanziariamente sulla Wizards of the Coast, ed Adkison, temendo che avrebbe potuto fallire, decise di creare una compagnia separata per pubblicare il gioco di Garfield, tenendolo al sicuro.
Per realizzare le illustrazioni delle carte fu reclutato Jesper Myrfors, uno studente che divenne il primo direttore artistico di Magic e che a sua volta coinvolse altri studenti come lui di discendenza cornica (un gruppo etnico celtico, proveniente dalla Cornovaglia), offrendo in parte come pagamento azioni della compagnia.
Il gioco venne sviluppato e posto in playtest nei due anni successivi, ma le regole furono fissate definitivamente e stampate solo poco prima della pubblicazione, la maggior parte delle persone che effettuarono il playtest lo fecero sulla base delle spiegazioni verbali di Garfield, usando carte prive di illustrazioni stampate in bianco e nero. Durante il playtesting il gioco venne chiamato semplicemente "Magic", ma quando un avvocato li informò che "Magic" era un termine troppo generico per essere registrato, venne allora scelto il nome "Mana Clash", ma comunque tutte le persone coinvolte con il gioco continuarono a riferirsi ad esso come "Magic". Dopo ulteriori consultazioni legali venne deciso allora di ribattezzare il gioco Magic: The Gathering, in modo da poterlo registrare.

### Prima edizione
L'obiettivo della Wizards era di presentare il gioco alla Gen Con di Milwaukee nell'agosto 1993 ma non disponeva di fondi sufficienti per una tiratura per l'invio ai negozi, Adkison allora portò un singolo box di carte, con una manciata di mazzi pronti per il gioco allo stand della Wizards dell'Origins Game Fair di luglio 1993, sperando di assicurarsi i fondi dimostrando il gioco. Tra gli spettatori della dimostrazione c'erano i rappresentanti della Wargames West, produttori di giochi tattici, che dopo aver visto il gioco avvisarono il loro CEO che invitò a pranzo Adkison per negoziare i termini di finanziamento. Adkison tornò con 40000 $, fondi sufficienti per ordinare una tiratura per i negozi.
Magic: The Gathering fu pubblicato il 5 agosto 1993. Dopo aver spedito gli ordini, Adkison partì con sua moglie per Milwaukee fermandosi lungo il percorso nei negozi di giochi per dimostrare il gioco e pompare il supporto per la Gen Con. Le prime fermate furono tranquille, ma man mano la voce si sparse e incontrarono folle sempre più grandi che aspettavano con ansia il loro arrivo. Garfield si incontrò con Adkison alla Gen Con, dove la loro spedizione di 2 milioni e mezzo di carte era stata ritardata di un giorno. Nonostante questo per la fine della convention avevano fatto il tutto esaurito.
La Wizards of the Coast aveva stimato che ogni compratore avrebbe comprato mediamente due mazzi e due buste, ma le vendite superarono ogni previsione e nei primi due mesi venne venduta tutta la prima tiratura della Alpha release (2,6 milioni di carte), venne subito pubblicata la Beta Release (7,3 milioni di carte), riconoscibili per bordi e formati leggermente differenti a quello che poi sarebbe divenuto lo standard. Anche questa venne esaurita rapidamente e a dicembre dello stesso anno venne pubblicata l'Unlimited Edition, ma ben presto si scoprì che alcune carte del set originale di base erano troppo potenti. Magic fu un successo immediato, a tal punto che la Wizards fu riluttante a pubblicizzarlo perché non riuscivano a mantenere il passo con la richiesta. Inizialmente Magic attrasse molti giocatori di Dungeons & Dragons, ma in seguito incluse persone di tutti i tipi.

### Espansioni
La richiesta di carte spinse la Wizards of the Coast a pubblicare, nel dicembre 1993, una nuova espansione (Arabian Nights), progettata da Garfield in gran fretta. Inizialmente Garfield riteneva che i giocatori potessero giocare con ogni espansione per al massimo un paio di mesi, ma dopo la pubblicazione delle prime espansioni ci si rese conto che anche questa ipotesi era azzardata. Da allora nuove espansioni e revisioni del gioco base sono state pubblicate regolarmente con il ritmo di quattro pubblicazioni all'anno A partire dal 2015 il set base venne eliminato e furono pubblicate due set di espansione due volte l'anno. Nel 2018 venne reintrodotta la pubblicazione del set base e i set di espansione non vengono più ristretti a blocchi.
Mentre l'essenza del gioco è rimasta la stessa le regole sono state sottoposte a tre revisioni maggiori con la pubblicazione della Revised Edition nel 1994, della Sesta Edizione nel 1999, e Magic 2010 nel luglio 2009. Con la pubblicazione dell'Ottava Edizione nel 2003 venne anche rivisto radicalmente il suo aspetto visivo.
Nel 1997 venne concesso alla Wizards of the Coast un brevetto per un «nuovo metodo di gioco e componenti di gioco che sono incorporati nella forma di carte collezionabili» che include rivendicazioni che coprono giochi le cui regole includono molti degli elementi di Magic in combinazione, incluso il cambiare l'orientamento di una carta per indicare che è stata usata (indicato con il termine "tappare" in Magic e in Vampire: The Eternal Struggle) e comporre un mazzo selezionando carte da un insieme più vasto. Il brevetto è stato criticato da alcuni osservatori, che pensano che alcune delle rivendicazioni non siano valide. Nel 2003, il brevetto fu uno degli elementi di una più vasta disputa legale con la Nintendo, riguardo segreti commerciali relativi al gioco Pokémon Trading Card Game. L'azione legale venne chiusa fuori dalla corte e i suoi termini non sono stati rivelati.

## Sviluppi
Nel 1996 la Wizards of the Coast organizzò il "Pro Tour", un circuito di tornei competitivi, in cui i giocatori possono competere per premi che superano i 50.000 $ per un torneo lungo una settimana, con un montepremi globale dell'ordine del milione di dollari. Il gioco online iniziò con la creazione di chat room su internet. Il primo software fu un programma chiamato NetMagic, nel 1995. NetMagic rappresentava le carte come parole. Nel periodo 1996-2001 il metodo di gioco più popolare online fu l'uso del programma Apprentice, che mostrava un campo di gioco virtuale. Nel 2002 venne pubblicato il programma di gioco online, Magic: The Gathering Online, che divenne rapidamente un successo per la compagnia grazie alla sua capacità di far rispettare le regole, sebbene Apprentice sia usato e abbia il vantaggio di essere gratuito. Sempre nel 2002 nacque Magic Workstation, più versatile e completo di immagini. Una nuova versione di Magic Online (la versione 3.0) è uscita nel 2008.

### Premi
- 1994: Origins Award per il Best Fantasy or Science Fiction Board game of 1993 ("Miglior gioco da tavolo fantasy o di fantascienza del 1993") e Best Graphic Presentation of a Board game of 1993 ("Miglior presentazione grafica di un gioco da tavolo del 1993")[21]
- 1994: Mensa Select winner[22]
- 1994: Best of Show per il miglior gioco tradotto
- 1995: Deutscher Spiele Preis premio speciale per nuove meccaniche di gioco[23]
- 1996: Super As d'Or per il "Miglior nuovo concetto di gioco e genere introdotto in Francia"[24]
- 1997: Fan award di InQuest per la migliore espansione di un gioco di carte collezionabili per il set Cavalcavento[25]
- 1998: Origins Award per l'espansione Urza's Saga come Collectible Card Game Expansion of the Year ("Espansione dell'anno per un gioco di carte collezionabile"[26])
- 1999: Accolto insieme a Richard Garfield nella Origins Hall of Fame.[27]
- 2003: Selezionato dal GAMES Magazine per la sua Games Hall of Fame, maggiore del mondo.[28]

Inoltre l'espansione Legends ha vinto l'Origin Award come Best Game Accessory ("Miglior accessorio di gioco") nel 1995 e le espansioni Ravnica: City of Guilds, Shards of Alara e Innistrad hanno vinto l'Origin Award come Collectible Card Game Expansion of the Year ("Espansione dell'anno per un gioco di carte collezionabili") rispettivamente nel 2006, 2009 e 2012

## Regole del gioco
Una partita a Magic rappresenta una sfida all'ultimo sangue fra due (o più) viandanti dimensionali, (in inglese Planeswalker), ossia due potenti maghi. Ogni giocatore inizia la partita con 20 punti vita e un proprio mazzo di carte. Alcune di esse (fino a 7) costituiscono la sua mano iniziale; le altre formano la pila di carte (detta grimorio) da cui il giocatore è chiamato a pescare una carta all'inizio del proprio turno. Le carte scartate vengono poste a faccia in su in una pila detta cimitero. La sconfitta di un giocatore avviene quando:
- i suoi punti vita sono a zero o sotto zero;
- in qualsiasi momento dovrebbe pescare più carte di quelle rimanenti nel suo grimorio;
- ha 10 o più segnalini veleno[33] su di sé;
- si verificano le condizioni di vittoria o sconfitta stabilite dalle carte giocate;
- ha subìto 21 o più danni da combattimento da un singolo comandante nel corso della partita (solo nei formati Commander);
- se un giocatore dovesse contemporaneamente vincere e perdere la partita, quel giocatore perde la partita.

Inoltre i giocatori possono ritirarsi dallo scontro in qualsiasi momento, se un giocatore lo fa, perde immediatamente la partita. 
Il giocatore a vincere è colui che rimane in gioco dopo che tutti gli altri sono stati sconfitti. Se due giocatori scendono contemporaneamente a zero o meno punti vita, sono sconfitti entrambi e la partita finisce in parità. 
Esistono inoltre numerose varianti a squadre come quella del gigante a due teste in cui i giocatori in squadre di 2 condividono i punti vita.

### La regola d'oro
In Magic ci sono alcune regole generali che determinano lo svolgimento del gioco, ma la sua complessità è data dal gran numero di regole accessorie che si applicano in condizioni particolari. Esiste però una legge fondamentale, che sovrasta qualsiasi altra regola, generale o particolare, e viene definita la regola d'oro di Magic. Questa legge sentenzia che se l'effetto di una carta contraddice una qualunque regola del gioco, prevale la carta.

### Il grimorio
Una parte fondamentale del gioco è la selezione delle carte che andranno a costituire il mazzo del giocatore. La sua costruzione segue alcune regole di base che lasciano ampia libertà alla creatività e all'ingegno dei giocatori: un mazzo deve avere un minimo di 60 carte; ogni carta, ad eccezione delle terre base, non può essere presente in più di quattro copie, a meno che l'effetto stesso della carta non specifichi la possibilità di inserirne più di quattro. Non c'è limite massimo alle carte che un mazzo può avere, a patto che il giocatore sia in grado di mescolare l'intero mazzo tenendolo in mano e senza aiuti, ma in genere non si supera di molto le sessanta carte: con l'aumento del numero diminuiscono le probabilità di trovare la carta che serve al momento giusto. Solitamente la costruzione del mazzo è la parte più impegnativa del gioco ma è anche quella che permette di potenziarlo e adattarlo al proprio stile di gioco.

### Tipi di carta

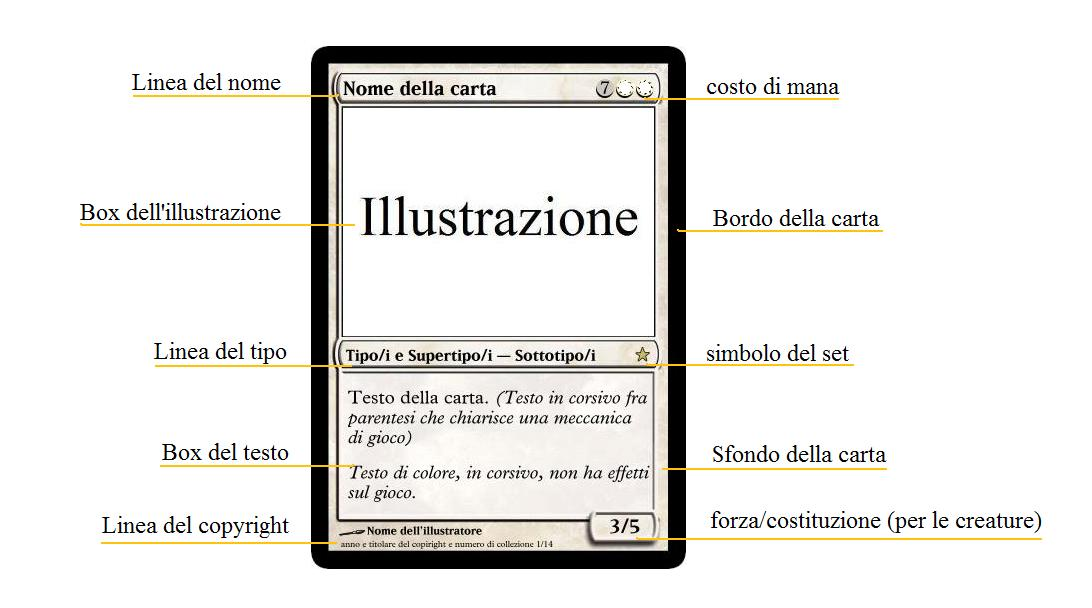
Le parti di una carta di Magic.

Le carte di Magic si possono distinguere in terre, che producono mana (energia magica), e magie, che vengono giocate spendendo il mana. Le terre vengono direttamente messe in gioco, mentre le magie necessitano che venga pagato il loro costo di mana per essere giocate. I giocatori possono rispondere al lancio di una magia (ad esempio annunciandone un'altra prima che la precedente entri in gioco), ma non possono farlo quando viene giocata una terra.
Ci sono otto tipi diversi di carte in Magic, distinti fra permanenti e non-permanenti. I permanenti (terre, creature, artefatti, incantesimi, planeswalkers) una volta entrati in gioco, rimangono finché non interviene un effetto a modificare tale situazione. I non permanenti (stregonerie, istantanei), invece, vengono messi direttamente nel cimitero dopo la risoluzione del loro effetto.
Una carta di Magic può avere più di un tipo. Esistono quindi molte carte con due o più tipi, come le popolari creature-artefatto, le creature-incantesimo e le terre-artefatto.
Terre
Le terre sono permanenti e sono le uniche carte di Magic a non essere magie. La funzione principale delle terre è fornire il mana necessario per giocare le magie, ma possono anche avere altre abilità. Normalmente è possibile giocare una sola terra per turno.
Le sei terre base (Pianura, Isola, Palude, Montagna, Foresta e Distesa) sono le uniche carte che non hanno un limite massimo di copie ammesse in un mazzo; ognuna di esse ha un'abilità che produce mana di uno dei cinque colori classici di Magic (rispettivamente Bianco, Blu, Nero, Rosso, Verde) e dal 2016 anche il mana specifico incolore. Ci sono anche terre non-base (quindi sottoposte al limite di quattro copie massime per grimorio). Quando una terra viene utilizzata per produrre mana, essa viene TAPpata e non sarà riutilizzabile fino al suo STAP.
Creature
Le creature sono magie permanenti; oltre alla possibilità di avere abilità di qualsiasi tipo, hanno due numeri che indicano la loro Forza e Costituzione, rispettivamente i danni che infliggono quando attaccano e i danni necessari ad ucciderle. Attaccare l'avversario con le proprie creature è il modo più comune per cagionarne la perdita dei punti vita; se anch'egli poi possiede creature in gioco può bloccare quelle attaccanti con le proprie generando un combattimento. Le creature sono gli unici permanenti affetti dalla debolezza da evocazione, nel turno in cui sono giocate non possono attaccare né usare abilità che richiedano loro di TAPpare. Appena entrata in campo quindi, una creatura può generalmente solo difendere, fino al prossimo turno del giocatore che la controlla.
Incantesimi
Gli incantesimi sono magie permanenti, solitamente hanno un effetto continuo e globale sulla partita. Una menzione speciale va fatta per i popolari incantesimi-Aura: le aure entrano in gioco assegnate a un oggetto, (di solito un permanente), e ne influenzano il comportamento. Se il permanente incantato lascia il gioco tutte le aure ad esso assegnate finiscono nei cimiteri dei rispettivi proprietari.
Stregonerie
Le stregonerie sono magie non-permanenti. Possono essere giocate solo nel proprio turno, precisamente solo nelle due fasi principali, e mai in risposta a una magia o abilità.
Istantanei
Gli istantanei sono magie non-permanenti e possono essere giocati in qualsiasi momento della partita. Una particolare categoria di istantanei sono i "counter" (neutralizzatori), carte giocabili in risposta all'evocazione di un'altra magia che impediscono alla stessa di essere perfino giocata, prevenendone gli effetti.
Artefatti
Gli artefatti sono magie permanenti. Le carte artefatto possono essere creature o "equipaggiamenti", carte potenziatrici assegnabili a creature, che rimangono sul campo alla morte della creatura equipaggiata.
Per molto tempo le uniche magie incolori, a partire dall'espansione Visione Futura, sono comparse delle magie non artefatto che pur avendo un costo di mana colorato vengono considerate incolori, e sempre nella medesima espansione è comparso il primo artefatto con un costo di mana colorato. Successivamente nel Blocco Frammenti di Alara sono comparsi artefatti colorati.
Planeswalker
I Planeswalker, o Viandanti dimensionali, sono magie permanenti che rappresentano creature dai poteri paragonabili a quelli di un giocatore. Mettere in gioco un planeswalker è come evocare al proprio fianco un nuovo giocatore, con i propri punti vita (i "segnalini fedeltà"). Infliggere danni a un viandante implica la rimozione di un pari numero di segnalini fedeltà. I viandanti entrano in gioco con un certo numero di segnalini fedeltà su di essi e hanno abilità il cui costo di attivazione implica la rimozione o l'aggiunta di segnalini fedeltà. Quando i segnalini fedeltà di un viandante scendono a zero, viene messo nel cimitero del proprietario. I viandanti non sono influenzati dalle magie che colpiscono le creature, bensì da quelle che potrebbero colpire un giocatore. Un attacco delle creature può essere mirato a colpire un viandante, invece del giocatore che lo controlla.
Tribali
I tribali sono magie che hanno sempre un altro tipo di carta, le regole per giocarli seguono le regole per giocare l'altro tipo. Tutti i tribali hanno anche un tipo di creatura, questo tipo di carta consente quindi di dotare di un tipo di creatura anche carte che non potrebbero averne, come gli istantanei o gli incantesimi.

### Il Mana
Le magie di Magic hanno un costo di evocazione in mana necessario per poter giocare la carta. Le terre non richiedono costo di evocazione per essere giocate e sono i principali fornitori di mana. Il costo di mana può essere sia incolore che colorato (bianco, verde, rosso, blu o nero): il mana di un tipo di colore (ogni singolo mana è simboleggiato da un segno colorato sul costo di mana della carta) deve necessariamente provenire da fonti che possono fornire tale colore; da notare come il mana "incolore" (simboleggiato da una cifra sul costo di mana) è diverso da quello colorato, perché esso non può essere speso per costi di mana colorati, viceversa per costi di mana incolore si può spendere qualsiasi tipo di mana.

### I colori di Magic

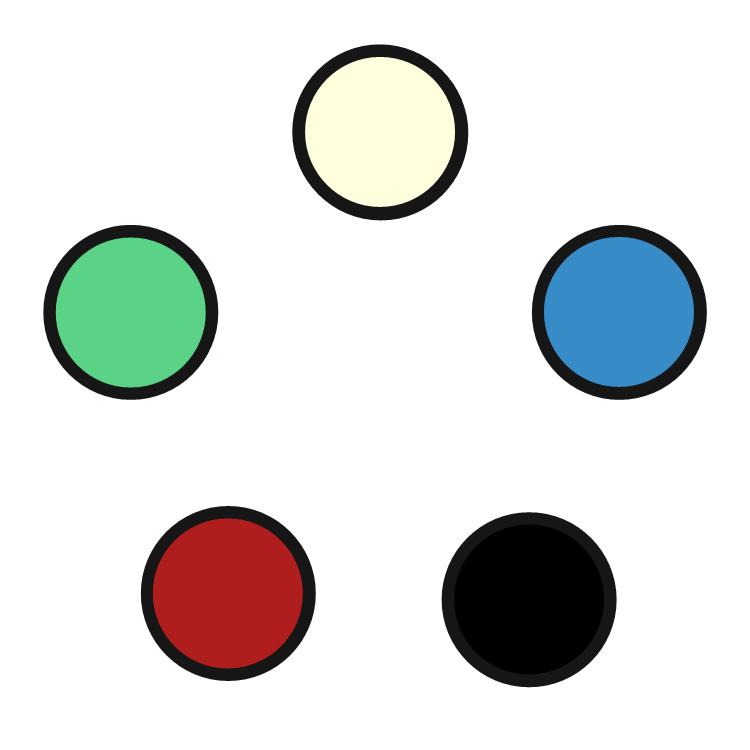
Il pentagono dei colori

Tutte le magie di Magic (tranne la maggior parte degli artefatti e rare eccezioni) hanno uno o più colori. Il colore di una magia dipende dal colore del mana presente nel suo costo di lancio, ovvero dal mana necessario a giocarla (ma in casi eccezionali può anche essere stabilito nel testo della carta). Ognuno dei cinque colori, che appaiono sul retro di ogni carta nel cosiddetto pentagono dei colori, ha delle caratteristiche specifiche, questo perché ogni colore rappresenta un tipo differente di magia.
Bianco
È il colore della rettitudine e dell'ordine, della legge e della luce, ma anche dell'assolutismo fanatico. Le creature bianche sono in genere piccole ma provviste di utili abilità, specialmente se giocate in gran numero, come i soldati, i cavalieri o i paladini. Non mancano comunque grosse presenze come i potenti angeli. Le magie bianche tendono a equilibrare il campo di gioco, distruggendo artefatti e incantesimi, permettendo al giocatore di guadagnare punti vita e prevenendo i danni, gli incantesimi bianchi limitano le possibilità degli avversari e proteggono le creature dagli altri colori o da altri tipi di carte o di creature. Alcune magie bianche poi resettano completamente il campo di gioco, come l'Ira di Dio che distrugge tutte le creature, proprie e dell'avversario, o la Vendetta di Akroma, che distrugge oltre a tutte le creature anche tutti gli artefatti e gli incantesimi di tutti i giocatori.
Blu
È il colore dell'illusione e dell'inganno, dell'acqua e dell'aria, dell'intelletto e dei sogni. Le creature blu tendono ad avere statistiche di forza/costituzione inferiori a quelle degli altri colori, ma ciò è compensato dalle loro abilità evasive, come Volare e Velo, che le rendono difficilmente bloccabili e bersagliabili dagli avversari. Ma il blu comprende anche alcune fra le creature marine più grosse del gioco, come il gigantesco Leviatano. Le magie blu manipolano in profondità ogni aspetto del gioco, permettendo di pescare carte extra, rubando i permanenti agli avversari o facendoli tornare loro in mano, neutralizzando le magie prima che queste si risolvano ed entrino in gioco. Alcune magie blu cambiano il testo delle altre carte (ad esempio cambiando in "protezione dal rosso" una carta che ha "protezione dal blu").
Nero
È il colore della morte e dell'immoralità, dell'ambizione e della corruzione, della sete di potere a qualsiasi prezzo. Le creature nere possono essere minuscole o enormi, dai più piccoli ratti ai più grandi demoni, passando per zombie di ogni forma e dimensione, questi orrori sono a volte talmente spaventosi da rendersi imbloccabili dalle creature degli altri colori. Le magie nere spesso richiedono meno mana di quelle degli altri colori per essere giocate, ma possono avere effetti collaterali anche molto pesanti, costringendo il giocatore che le lancia a perdere punti vita o a sacrificare i propri permanenti. Queste magie distruggono le creature avversarie, fanno scartare le carte direttamente dalla mano dei giocatori e possono rigenerare le proprie creature cadute in battaglia. Visto che il Nero cerca di vincere a qualsiasi costo, in alcuni casi le sue magie hanno abilità che sarebbero di competenza di altri colori, come guadagnare punti vita (bianco), generare mana (verde), infliggere danni diretti (rosso), o pescare carte (blu), come nel caso della Necropotenza.
Rosso
È il colore del caos e della passione, della furia e della libertà, dei fulmini e del fuoco. Le creature rosse sono in genere piccole e veloci, con un basso costo di mana, come i famigerati goblin, magari con una forza sproporzionatamente più alta della costituzione. Certo ci sono molte eccezioni, come i giganteschi e potenti draghi, anche se difficilmente gestibili. Le magie rosse distruggono le terre e gli artefatti, ma soprattutto infliggono danni diretti alle creature e ai giocatori avversari, come il Fulmine. Alcune magie rosse poi incrementano l'incidenza del caso nel gioco tramite scelte o effetti stabiliti appunto casualmente, che possono anche ritorcersi contro il giocatore che ha lanciato la magia. Molte carte rosse sono fatte per vincere in fretta o non vincere affatto.
Verde
È il colore della natura e della vita, dell'istinto selvaggio e dell'evoluzione. Le creature verdi sono le più grosse di tutto il gioco, come la Forza della Natura. Non mancano però creature più piccole, come gli elfi che spesso producono mana aiutando a mettere in gioco più velocemente bestie dalle dimensioni mastodontiche, alcune delle quali possono letteralmente travolgere le file nemiche e infliggere danni al giocatore in difesa nonostante siano state bloccate. Le magie verdi distruggono gli incantesimi e gli artefatti, considerati trucchetti "innaturali", e spesso potenziano le proprie creature, anche solo temporaneamente. Altre magie possono aumentare i punti vita di un giocatore, o aumentare il mana a sua disposizione, potenziando le terre in gioco o cercandone altre direttamente nel mazzo, inoltre per il Verde è relativamente facile produrre mana di colori diversi, cosa quasi impossibile per gli altri colori.

Il simbolo del TAP, che compare sulle carte per segnalare che una certa abilità richiede il TAP della carta per essere utilizzata. Questa è la prima versione del simbolo, stampato sulle carte dalla Revised Edition a Fallen Empires

### TAP e STAP
Durante il gioco numerose carte vengono, per così dire, TAPpate e STAPpate. In sostanza, TAPpare una carta serve ad indicare che quella carta, più spesso una creatura o una terra, è "impegnata" ed è quindi momentaneamente inutilizzabile. Quando si TAPpa una carta, essa viene ruotata di 90° in senso orario, e di norma viene STAPpata all'inizio del turno del giocatore che la controlla. Una volta STAPpata, la carta è nuovamente utilizzabile.
Il TAP di una carta avviene, nel caso delle terre, quando la terra in questione viene utilizzata per produrre mana; le creature vengono tappate quando attaccano o attivano un'abilità che richiede di tapparle, ma anche diversi artefatti, incantesimi o terre speciali possono possedere abilità che richiedono il TAP.

### Fasi del turno
In una partita di Magic gli avversari si alternano nel giocare i propri turni.
Questa è la struttura di un turno di questo gioco (con "giocatore attivo" si intende quello che sta svolgendo il turno):
- FASE INIZIALE
  - Sottofase di STAP: il giocatore STAPpa tutti i suoi permanenti.
  - Sottofase di Mantenimento: in questa sottofase si risolvono le abilità che indicano "all'inizio del tuo mantenimento" o frasi simili. Le magie istantanee possono essere lanciate.
  - Sottofase di Acquisizione: il giocatore attivo pesca una carta.
- FASE PRINCIPALE (1°): in questa fase il giocatore attivo può lanciare creature, incantesimi, artefatti, stregonerie, istantanei, planeswalkers e una (e una sola) carta terra, mentre l'avversario può lanciare istantanei.
- FASE DI COMBATTIMENTO (se il giocatore attivo non desidera attaccare, si passa automaticamente alla fase principale)
  - Sottofase di Inizio del Combattimento
  - Sottofase di Dichiarazione delle Creature Attaccanti: il giocatore attivo dichiara quali delle sue creature attaccheranno.
  - Sottofase di Dichiarazione delle Creature Bloccanti: l'avversario dichiara quante delle sue creature bloccheranno quante e quali creature attaccanti.
  - Sottofase di Danno da Combattimento da Attacco Improvviso: in questa sottofase SOLO le creature con l'abilità Attacco Improvviso e/o Doppio Attacco[34] infliggono danni, ogni creatura bloccante uccisa in questo modo viene immediatamente messa al cimitero.
  - Sottofase di Danno da Combattimento: in questa sottofase le creature senza Attacco Improvviso né Doppio attacco infliggono il loro danno da combattimento[35].
  - Sottofase di Fine Combattimento
- FASE PRINCIPALE (2°): in questa fase il giocatore attivo può lanciare magie creatura, stregoneria, incantesimo, artefatto e istantaneo, mentre l'avversario può giocare istantanei. È concesso anche di giocare una terra, se non è stata giocata nella prima Fase Principale.
- FASE FINALE
  - Sottofase Finale: in questa sottofase si risolvono le abilità che indicano "all'inizio della sottofase finale" o frasi simili.
  - Sottofase di Cancellazione: In questa sottofase, se il Giocatore attivo ha più di 7 carte in mano, deve scartarne in quantità pari per arrivare a 7. Gli effetti che includono "fino alla fine del turno" terminano e le creature rigenerano i danni subiti.

Poi tocca all'altro giocatore fare il suo turno e tutto continua fino alla fine della partita.

## Il gioco organizzato

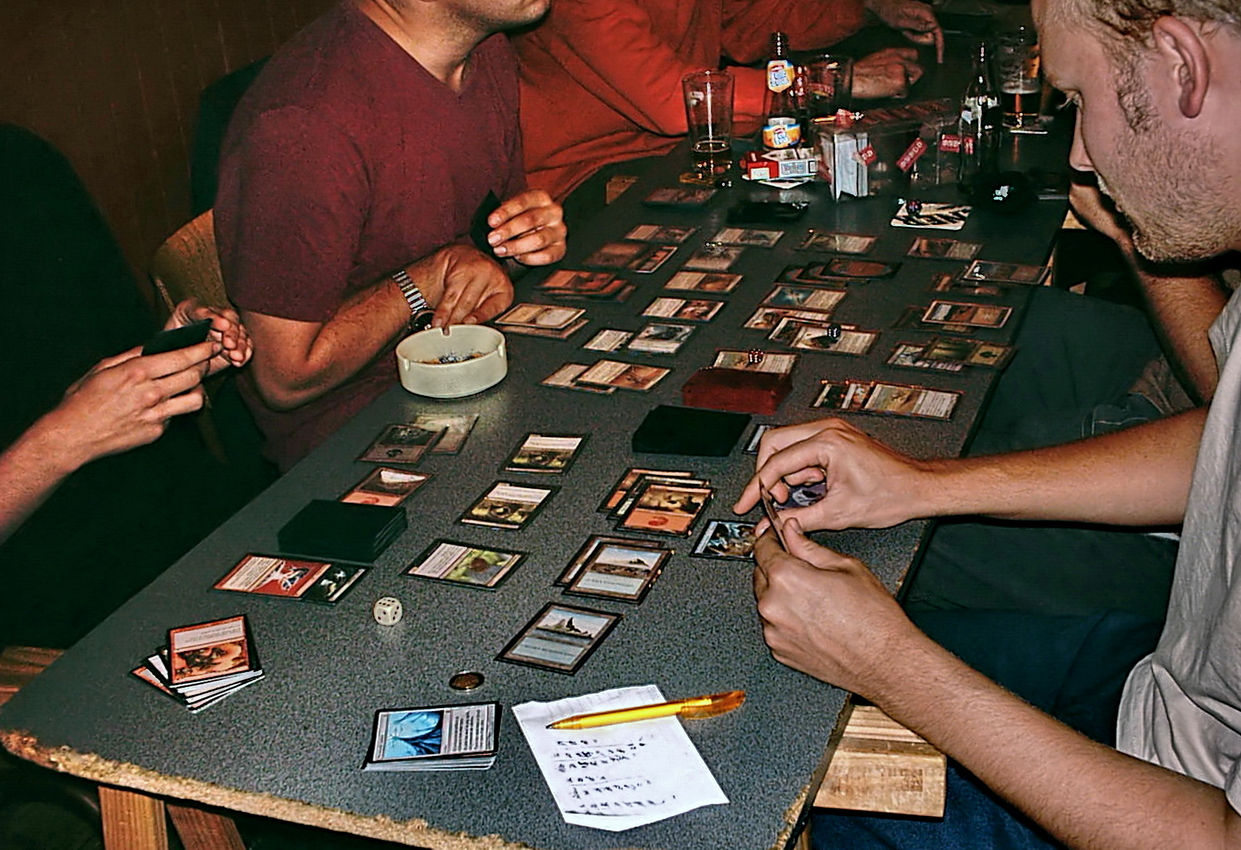
Giocatori di Magic: The Gathering

Oltre alle partite tra amici, esiste una florida organizzazione che si occupa del gioco organizzato di Magic, con Tornei regionali, nazionali e mondiali. Negli USA, in particolare, ha raggiunto una tale diffusione da generare alcuni giocatori professionisti.
I tornei professionistici al massimo livello (i Pro Tour), sono tornei ad invito (ottenibile tramite tornei di qualificazione, i Pro Tour Qualifier, abbreviato PTQ) che mettono in palio una cifra ragguardevole (il primo classificato guadagna dai 45.000 $ in su). Inoltre è possibile classificarsi per i PT anche tramite i tornei Nazionali, a cui si accede tramite una classifica in cui sono conteggiati i punti dei tornei cittadini e regionali.
Inoltre dal 2005 sono state implementate diverse migliorie a questo circuito professionistico, con la Pro Tour Hall of Fame che annovera i giocatori più premiati e famosi di tutti i tempi. Alcuni tra i giocatori che hanno avuto più successo sono diventati delle vere e proprie star, conosciute dalla stragrande maggioranza dei giocatori, tra questi lo statunitense Jon Finkel e il tedesco Kai Budde, entrambi campioni del mondo, e plurivincitori di Pro Tour, 7 per Budde che annovera anche 4 titoli di giocatore dell'anno. Nel 2012 il titolo di campione del mondo è stato vinto dal portoghese André Coimbra, con il suo mazzo "Zoo Naya", mentre nel 2013 dall'israeliano Shahar Shenhar, con un mazzo battezzato "American Control".

### Tipi di torneo
In tutto il mondo vengono organizzati veri e propri tornei definiti constructed (dove il giocatore porta il proprio mazzo, scelto e studiato in modo autonomo), nei quali è ammesso l'uso di alcune espansioni e non di altre, in una cernita quasi interamente basata sulla giocabilità di questa o quella serie di strategie. È così che le categorie prendono nomi precisi:
- Vintage (anche noto come Tipo 1): valide tutte le espansioni ad eccezione di quelle comiche, e valide tutte le carte; esiste una lista di carte limitate a una copia e bandite.
- Legacy (anche noto come Tipo 1,5): come il precedente si gioca con tutti i set, aumentano però le carte bandite e non esistono carte limitate a una sola copia.
- Modern: creato nel 2011, in esso vengono accettati tutti i blocchi e tutti set stampati dal 2003 in poi, ovvero quelli successivi al "restyling" delle carte di Magic. Ha sostituito il formato Extended, che prevedeva una serie di blocchi e di core set e che è non più previsto nei tornei.
- Historic: modalità nata per Magic: The Gathering Arena, permette di utilizzare le carte dell'intera storia di Magic: The Gathering Arena.
- Standard (anche noto come Tipo 2): valido l'uso di carte del più recente set base più gli ultimi due blocchi usciti, ovvero di tutte le carte presenti nelle espansioni degli ultimi tre anni, con una rotazione annuale del formato.
- Alchemy: formato esclusivo per Magic: The Gathering Arena, basato sul formato Standard, include carte digitali inedite e carte Standard ribilanciate.
- Commander (anche noto come Elder Dragon Highlander): questo tipo di torneo segue delle regole ben precise (ad esempio il numero prestabilito di carte nel mazzo, i colori accettati dipendenti da quelli del Generale, l'impossibilità di inserire copie di carte che non siano terre base, la dimensione del mazzo di 100 carte, la possibilità di eliminare un avversario infliggendo 21 danni col proprio comandane) ma, tranne una piccola lista di carte bandite, considera valida ogni espansione. Esiste una variante di questo formato, noto come French Rules, con una lista di carte bandite differente e studiata per le partite 1 contro 1: non è un formato per cui sono previsti tornei.
- Oathbreaker: formato multiplayer in cui ogni giocatore costruisce il mazzo intorno al suo Planeswalker preferito. Il mazzo di ogni giocatore è composto da 60 carte inclusa 1 magia distintiva (una carta istantaneo o stregoneria),non è concesso avere doppioni nel mazzo.[37]
- Brawl Standard: valgono le stesse regole del Commander (a eccezione della vittoria per danno da comandante), in aggiunta è possibile utilizzare i Planeswalker come comandanti, però i mazzi devono avere esattamente 60 carte che devono essere legali in Standard. Di conseguenza il set di carte permesse segue la rotazione dello Standard. Si gioca in 1vs1 In precedenza era chiamato Brawl
- Brawl: valgono le stesse regole del Brawl, ma con tutte le carte presenti in Historic e con mazzi di 100 carte. In precedenza era chiamato Brawl Historic.
- Blocco: valide solo le carte provenienti dall'ultimo blocco completo o un preciso blocco.
- Pauper: questo formato nacque come alternativa economica agli altri sulla piattaforma di gioco online per poi prendere piede anche nel gioco cartaceo. In Pauper sono legali tutte le carte stampate almeno una volta come comuni, ad eccezione di alcune carte bandite.
- Pioneer:: include le carte comprese in tutte le espansioni a partire da Ritorno a Ravnica. Per sua natura include tutte le carte legali nello standard, ma il formato non ruota, bensì continua a crescere ad ogni nuova espansione.

Esistono inoltre tornei definiti Limited in cui i mazzi devono essere composti entro un limite di tempo fissato all'interno della sede del torneo utilizzando esclusivamente carte trovate nelle bustine fornite dall'organizzatore e aperte davanti all'arbitro del torneo e poi distribuite con modalità diverse, a seconda della competizione.
Modalità più diffuse del Limited sono il Sealed deck, in cui si gioca con le carte che si sono sbustate, il Booster Draft in cui i giocatori si passano a turno il contenuto della busta scegliendone sempre una carta alla volta. Il Rochester Draft, in cui il contenuto della busta viene rivelato subito a tutti e le scelte effettuate dai giocatori sono sempre visibili agli altri, è un formato non più previsto nei tornei, ma rimane comunque il formato del limited più difficile.

### Classifica e sistema di punteggio
È stato cambiato il sistema di classifica, passando dai punteggi DCI (basati sul sistema ELO) ai Planeswalkers point. Fino al 25 dicembre 2011, si adotteranno ambedue i sistemi, poi rimarrà in utilizzo solo quello dei PW points.
Questo nuovo sistema semplifica di molto il calcolo del punteggio, si guadagnano 3 punti se si vince, 1 se si pareggia e 0 se si perde, i punti ottenuti nel torneo poi vanno modificati per il moltiplicatore del torneo (simile al vecchio K value) ed infine viene aggiunto un bonus dato dal numero di partecipanti al torneo. Esistono 4 tipi di classifiche:
- Classifica Carriera, dove appaiono tutti PW points guadagnati nei tornei sanzionati giocati in tutta la propria carriera di magic.
- Classifica Agonistica, in questa classifica si tengono conto solo dei punti guadagnati durante una porzione di anno (durano circa 4 mesi), ed assegnano "bye" per i GP e qualificazioni ai PTQ.
- Classifica FNM, in questa classifica ci sono solo i punti ottenuti durante l'anno nei tornei FNM (Friday Night Magic), alla fine dell'anno da questa classifica 100 giocatori da tutto il mondo otterranno l'invito per un nuovo torneo.
- Classifica Professionisti, in questa classifica ci sono solamente i punti guadagnati nei GP, PT e Mondiali durante tutto l'anno.

Il vecchio sistema di classifica dei giocatori si basava sul database DCI, che, sulla base di un ID personale per ogni giocatore, assegna o sottrae punti dopo ogni duello sulla base di un complesso algoritmo. In particolare, per sapere quanti punti un giocatore ha vinto o perso dopo una singola partita (di solito, al meglio di 3), si tengono in considerazione due fattori: il Rating ed il fattore K. Il Rating rappresenta la "bravura" di un giocatore, mentre il fattore K è il "grado di difficoltà" di un torneo, praticamente il numero massimo di punti che un giocatore può guadagnare o perdere per ogni partita di quel torneo. Il fattore K viene deciso dalla Wizards nel momento in cui si richiede che il torneo venga sanzionato, ovvero che metta in palio punti validi per la classifica DCI. Per ottenere il sanzionamento a un determinato valore di K, l'organizzatore del torneo deve garantire determinati requisiti (presenza o meno di Judges (arbitri) di determinato livello, numero di partecipanti, livello REL del torneo, ecc.) stabiliti dalla Wizards, altrimenti il torneo non sarà sanzionato (o lo sarà con un K minore). Il "REL" (acronimo di "Rules Enforcement Levels") è un sistema di distinzione tra tornei dello stesso tipo in base alla severità delle punizioni per le infrazioni al regolamento commesse, e come detto influisce sul valore di K di un torneo.
Questo sistema incentiva i giocatori a partecipare a molti tornei e facilita la "scalata alle classifiche" alle nuove leve. Un esempio di funzionamento: se un giocatore con un Rating basso sconfigge un giocatore con Rating alto, quest'ultimo perderà molti più punti di quanti ne avrebbe guadagnati se avesse vinto. Il Reel può amplificare o smorzare questa tendenza: ovviamente la smorzerà nel caso di tornei quasi "amichevoli" come i Pre-Release, mentre l'amplificherà in caso di tornei nazionali o mondiali.
Oltre al punteggio normale, ai giocatori che partecipano a un qualsiasi evento del Pro Tour vengono assegnati i Pro Tour points, fondamentali per la classifica del Player of The Year ("giocatore dell'anno") e alla qualificazione ad eventi prestigiosi quali i Mondiali.
Oltre alla Lega patrocinata dalla DCI, in USA e in Europa si stanno sviluppando leghe parallele. La più celebre e competitiva è quella patrocinata da Starcitygames.com.

## Collezionare Magic

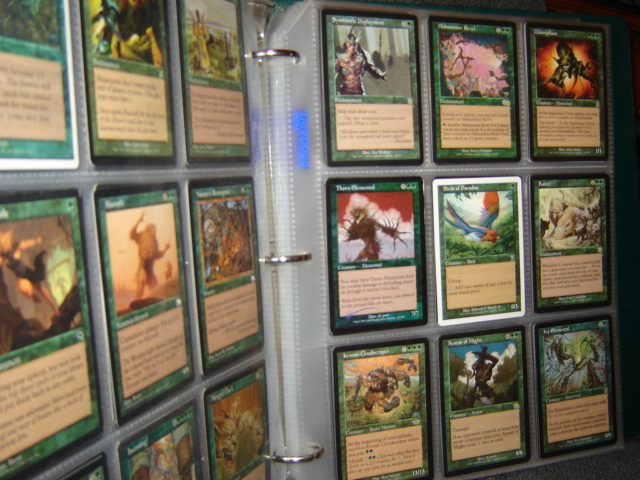
Un raccoglitore con buste trasparenti, tipicamente utilizzato per raccogliere una collezione di carte

### La "rarità"
Come in altri ambiti, anche le carte Magic non hanno tutte la stessa tiratura: le terre base sono le più frequenti, mentre le magie sono divise, secondo la frequenza con cui compaiono, in "comuni" (simbolo nero), "non comuni" (simbolo argento), "rare" (simbolo oro) e "rare mitiche" (simbolo rossiccio-bronzeo), molto difficili da trovare, tuttavia nell'edizione Time Spiral sono state introdotte delle carte di vecchie edizioni con la vecchia grafica equiparabili a rare (simbolo viola). In un mazzo di 60 carte si trovano in media 2 carte rare, 15 non comuni e 43 tra magie comuni e terre, ma mazzi competitivi possono contenere molte carte rare spesso molto costose, fin'oltre la metà del mazzo. Vengono vendute anche bustine di 15 carte suddivise in una carta rara o rara mitica, 3 non comuni, 11 comuni 1 terra base, al posto di una delle comuni può essere presente una carta foil di qualsiasi rarità. Queste frequenze si riferiscono alla traduzione italiana, "Magic - l'Adunanza", ma sono state similari per le altre edizioni. Le rare mitiche sono state introdotte con l'uscita dell'espansione Frammenti di Alara nell'ottobre del 2008, esse si possono trovare al posto di una rara ogni 8 pacchetti circa. Il loro colore di rarità è bronzeo.

### Le "foil"

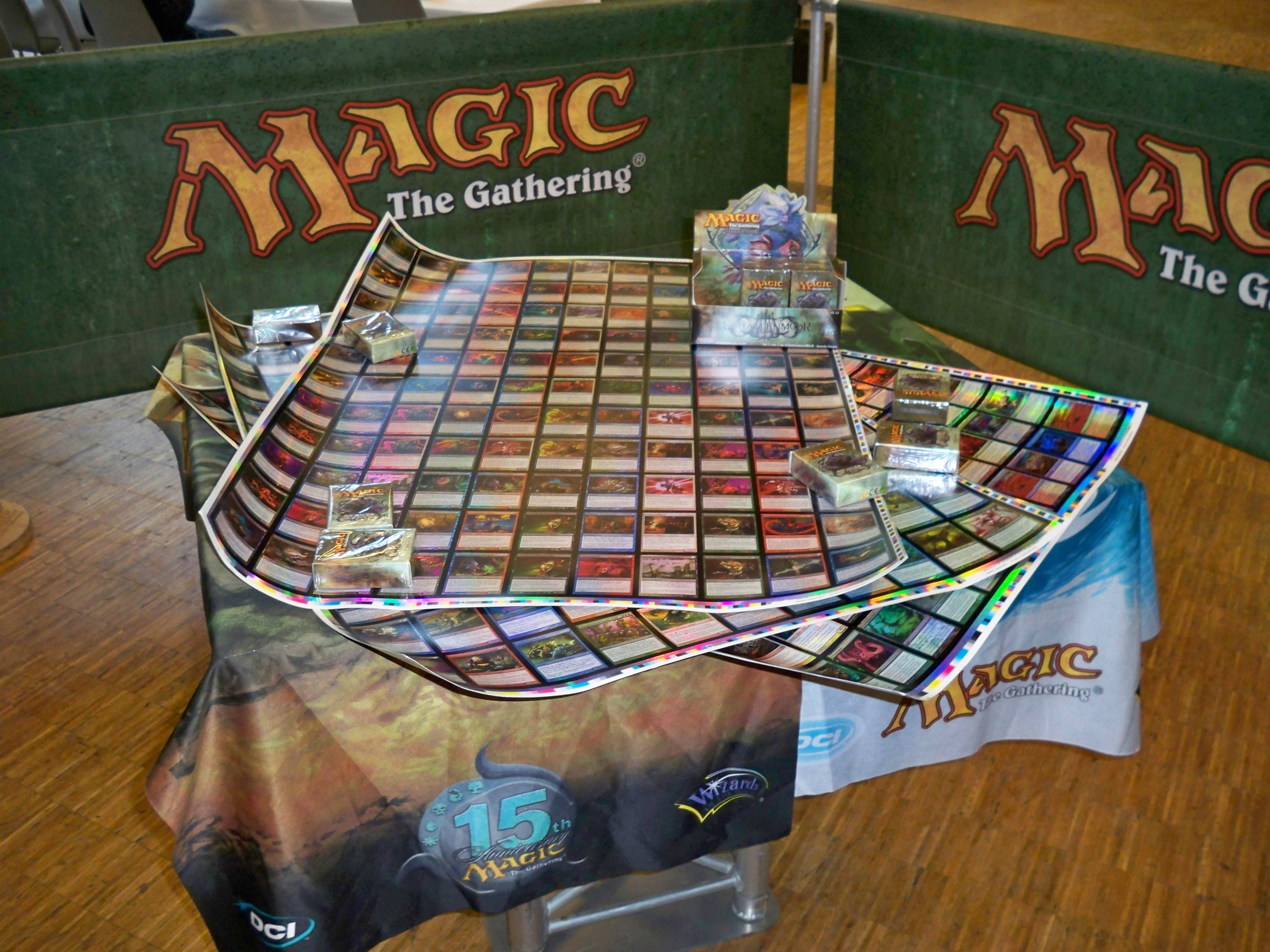
Fogli di carte foil non tagliate

A partire dall'espansione Eredità di Urza, furono introdotte in Magic le carte "brillanti", dette comunemente "foil" (o "premium" negli Stati Uniti). Queste carte, tramite un procedimento di stampa particolare, cambiano brillantezza e colore a seconda dell'angolo con cui sono colpite dalle fonti di luce, oltre a ciò sono leggermente più spesse e resistenti ma hanno la leggera tendenza ad incurvarsi. Questo è dovuto alla differenza di dilatazione dovuta all'umidità tra la pellicola "brillante" e il supporto di cartone. Le foil sono presenti casualmente nelle bustine e possono essere una qualunque carta, dalle Terre alle carte rare, poiché tutte le carte di ogni set sono stampate anche in versione foil. In origine era possibile trovare solo una carta di questo tipo ogni cento carte normali, ma a partire dall'espansione Tormento questo rapporto si è abbassato a una su settanta, per poi scendere nuovamente a partire dalla Decima Edizione, nelle cui bustine si poteva trovare una foil ogni cinquantasei carte normali. Le foil hanno ben presto sconvolto il mercato secondario delle carte di Magic: ognuna di esse vale di solito il doppio o il triplo del suo valore normale se è particolarmente richiesta.
Con il passare degli anni è divenuto di uso comune che alcune foil particolari vengano regalate ai partecipanti dei tornei di presentazione delle nuove espansioni (Pre-Release Tournements): sono solitamente versioni di carte presenti nella nuova espansione con un artwork differente o con il testo in lingue "esotiche", oltre ad un testo stampato in oro sul riquadro dell'immagine recante la data dell'evento.
Vi sono poi alcune foil speciali che vengono assegnate solo ai vincitori di determinati tornei o agli arbitri come premio speciale. Queste ultime, le cosiddette "foil DCI", sono spesso ristampe di carte precedenti al set Eredità di Urza, spesso con una nuova illustrazione: hanno un valore di mercato molto alto, pari a circa 4 volte quello della carta originale o anche più.
L'unica carta mai stampata in versione normale, ma solo in versione foil era inserita a caso nelle buste dell'espansione Unhinged, la Super Secret Tech.

### Il mercato secondario
Il Secondary Market (chiamato anche "mercato secondario") di Magic è infatti una componente vitale del gioco ed è costituito dalla compravendita di carte singole tra privati (il mercato primario consiste invece nella vendita di prodotti sigillati nei negozi) e tramite questo meccanismo ogni carta ha un suo valore economico specifico dettato dall'equilibrio tra domanda e offerta.
La vendita di carte singole di Magic (detto anche "mercato secondario") è molto diffusa sia nei negozi di fumetti e in quelli specializzati, sia nel mercato on-line e anche fra gli stessi giocatori, che scambiano e vendono carte singole fra di loro. Solitamente ci si rivolge a questo tipo di mercato qualora si voglia potenziare il proprio mazzo con acquisti mirati

### LaReserved List
Con l'uscita di nuove edizioni, solitamente almeno 4 ogni anno, delle nuove carte vengono costantemente introdotte nel gioco, mentre alcune già esistenti vengono ristampate. Il motivo delle ristampe è legato a diversi fattori tra cui generare una maggiore disponibilità delle carte particolarmente richieste e utilizzate (e quindi ridurne il prezzo mantenendole accessibili), ma anche diminuire i costi di produzione di una nuova edizione.
Esiste un vero e proprio mondo, anche particolarmente esteso, di investimenti e speculazioni di mercato su singole carte di Magic, ma per approfondire questo discorso è importante distinguere tra carte recenti, e quindi stampate negli ultimi anni, e carte "vintage", ossia appartenenti alle prime edizioni di Magic (tra il '93 e il '99). Le carte recenti, infatti, hanno un valore strettamente legato alla loro usabilità in gioco e al cosiddetto "metagame", ossia se una carta è utilizzata in uno o più mazzi adottati da molti giocatori si dice allora che quel mazzo è "in meta", nel senso che è particolarmente vincente e utilizzato da numerosi giocatori. Una carta simile avrà probabilmente un certo valore anche proporzionale alla sua rarità, ma solo finché ci saranno persone che avranno interesse ad utilizzarla e quindi avrà una grande domanda. Diverso è il discorso legato alle carte vintage, le quali sono obiettivo di collezionisti piuttosto che di giocatori e possono avere un valore di diversi ordini di grandezza superiore a quello delle carte moderne. Le ristampe di tali carte rappresenterebbero un problema in quanto andrebbero a svalutare grandemente gli originali, il cui valore si basa sulla scarsità del prodotto a dispetto della grande richiesta (e anche le condizioni della carta giocano un ruolo fondamentale).
Onde evitare di stroncare il mercato inerente alle carte vintage, l'azienda produttrice si è autolimitata inserendo tra le sue regole la cosiddetta Reserved List nel 1996. Tale lista contiene i nomi e le edizioni di tutte le carte più forti, iconiche e rare che non verranno mai più ristampate in una forma "funzionalmente identica" (stesso tipo di carta, sottotipi, abilità, costo di mana, forza e costituzione). Questa azione è stata estremamente efficace in quanto ha instillato la fiducia necessaria nei giocatori e nei collezionisti per fargli investire grandi somme di denaro in un prodotto che quasi sicuramente risentirà di un costante aumento di valore nel tempo. Una carta appartenente alla Lista si dice "Reserveless" oppure "Reserved card". 
Dopo la sua creazione, alla lista sono state aggiunte carte appartenenti ad altre edizioni non incluse nella sua prima versione e poi è stata modificata due volte, nel 2002 e nel 2010. Nel 2002 le carte comuni e non comuni della prima edizione (Limited Edition: Alpha e Limited Edition: Beta) sono state rimosse ed è stato deciso che le carte uscite dall'espansione Maschere di Mercadia in poi non sarebbero più appartenute alla Lista. Le restrizioni di ristampa però si applicavano solo alle versioni standard delle carte (le edizioni uscite con cadenza regolare), ma non ai prodotti premium, dunque quando con l'uscita di Duel Decks: Phyrexia vs. The Coalition e From the Vault: Relics, contenenti alcune carte reserveless, ci fu un grande malcontento, la Wizards of the Coast si trovò costretta a rivedere nuovamente la Lista (nel 2010) e stabilì che dal 2011 in poi nessuna carta appartenente ad essa sarebbe mai più stata ristampata in qualsiasi forma legalmente giocabile nei tornei sanzionati (quindi carte oversized e versioni digitali per prodotti come Magic Arena e Magic Online escluse). Inoltre è stato annunciato che la lista non verrà più modificata né abolita.

### Pezzi rarissimi
Le carte più rare in assoluto sono quelle fatte creare appositamente in pochissime copie da qualcuno dello staff per occasioni particolari, oppure le cosiddette misprint ("errori di stampa").
Nella prima categoria rientrano le carte Proposal (in italiano Proposta di matrimonio), Splendid Genesis (in italiano Splendida genesi), Fraternal Exaltation (in italiano Esaltazione fraterna) e Phoenix Heart (in italiano Cuore della fenice):
- Proposal venne creata da Richard Garfield nel 1993 per chiedere alla sua ragazza, Lily Wu, di sposarlo; la carta in realtà era un'illustrazione adesiva incollata su una terra base.[39] La leggenda narra che si siano rese necessarie ben quattro partite prima che Richard sia riuscito a giocare Proposal in una partita contro Lily, la quale accettò senza esitazioni. Di questa carta sono state stampate soltanto nove copie: sette vennero consegnate alla famiglia Garfield, una venne regalata al creatore tecnico Dave Howell ed un'altra al disegnatore Quinton Hoover (quest'ultima venne rubata durante una convention a Tokyo nel 1999 e mai più ritrovata).
- Splendid Genesis venne creata da Richard Garfield nel 1997, in occasione della nascita della sua prima figlia, Terry Linnea. Di questa carta sono state stampate 110 copie.[40]
- Fraternal Exaltation venne creata da Richard Garfield nel 1999, in occasione della nascita del suo secondo figlio, Schuyler. Di questa carta sono state stampate 220 copie.[41]
- Phoenix Heart venne creata da Richard Garfield nel 2015 per chiedere alla sua seconda ragazza, Koni Kim, di sposarlo.

Esistono altre due carte rare, che sono state stampate in un'unica copia: si tratta di 1996 World Champion e Shichifukujin Dragon.
- 1996 World Champion venne creata da Richard Garfield nel 1996 e consegnata all'australiano Tom Chanpheng, campione del mondo di Magic di quell'anno. Nel 2001 Chanpheng vendette la carta ad un collezionista privato per circa 100.000 dollari.[42]
- Shichifukujin Dragon venne creata da Richard Garfield nel 1996, in occasione dell'apertura del Japan DCI Tournament Center di Tokyo.[43] La carta è stata esposta al Tournament Center fino al 2003, anno in cui la struttura ha chiuso i battenti, e ad oggi si trova nella sede centrale dell'Hobby Japan.

Ma anche ai normali collezionisti è possibile avere carte personalizzate: Garfield ha infatti un insolito modo di concedere autografi. A chi lo ha incontrato, l'inventore ha modificato alcune carte aggiungendo le ali ad alcune creature o cambiando le caratteristiche di gioco di altre, mettendo la propria firma a garanzia di tali modifiche.
Per quanto riguarda le cosiddette "misprint", esse non sono altro che "errori di stampa". Gli esempi più noti di "Misprint" sono quelli legati all'edizione inglese "Revised", il Set Base immediatamente successivo alle Unlimited. Per motivi non chiari, in alcuni casi l'immagine delle carte ed il colore di fondo non coincidono con il nome e la descrizione della carta. Ad esempio, la carta "Efreet di Serendib", che doveva essere a sfondo blu, fu stampata su sfondo verde e con l'immagine di un'altra carta, l'"Efreet di Ifh-Biff". A causa di questi errori, e anche per la presenza in certe illustrazioni di immagini che sono state interpretate da alcuni come simboli satanici, la Wizards decise di stampare una versione riveduta e corretta dell'edizione Revised, che prese il nome di Summer Edition poiché pubblicata nell'estate del 1994. Questa edizione presentava maggiori imprecisioni ed errori della precedente (l'errore più noto è la stampa della carta Hurricane in blu anziché in verde, come dovrebbe essere dai simboli del mana in alto a destra), e venne ritirata pressoché immediatamente. Alcuni box però riuscirono a raggiungere il mercato e vista la rarità di tali carte, esse hanno raggiunto valori di mercato comparabili con le carte speciali elencate sopra. Possono essere distinte dalle altre edizioni poiché sono le uniche ad avere indicato l'anno 1994 nel copyright in basso.
Da menzionare sono anche le carte in uscite "speciali" come le release DCI (in particolari tornei o eventi) e le Judge Gift Rewards che negli anni sono state distribuite e che spesso per la loro tiratura limitata o per un artwork o template diverso dall'originale hanno un valore molto più alto delle edizioni originarie.

#### P9
Le P9 (Power Nine) sono le nove carte di Magic considerate più forti.
Le carte P9 sono: Black Lotus, Mox Emerald, Mox Jet, Mox Pearl, Mox Ruby, Mox Sapphire, Ancestral Recall, Time Walk e Timetwister.
Sono tutte carte stampate nella prima serie di Magic, ovvero l'Alpha Edition; inoltre sono state stampate nella seconda edizione (Beta Edition) e nella terza edizione (Unlimited).
In Alpha e Beta sono a bordo nero mentre in Unlimited a bordo bianco, quindi meno rare e molto meno costose. Hanno una così elevata potenza che il loro costo varia tra i 40000 e i 160000 euro, per una singola carta.
Le P9 sono legali (nei tornei sanzionati) in singola copia all'interno di ogni mazzo, ma solo nei tornei Vintage; sono state bandite negli altri tipi di tornei.

## Giocare a Magic on-line
Dopo molti programmi amatoriali che permettevano ad appassionati di giocare a Magic tramite la rete, finalmente nel 2002 la Wizards of the Coast ha realizzato il suo programma per giocare in Internet, Magic On-Line. Qualche perplessità è nata dal fatto che anche qui le carte vanno acquistate: si compra infatti la possibilità di inserirle nei propri mazzi, con la possibilità in un secondo tempo di potersi far convertire le "carte virtuali" in carte vere e proprie. Il programma, comunque, ha avuto un buon successo e ne è nato anche un circuito di tornei solo on-line.

## Ambientazione del gioco
Magic è ambientato in un universo immaginario, chiamato Dominia, e ogni carta del gioco rappresenta avvenimenti, personaggi e luoghi di un'intricata storia ivi ambientata. Dominia è un multiverso composto di innumerevoli piani di esistenza sovrapposti, che costituiscono ognuno un universo a sé stante. Sono rarissimi i punti di comunicazione naturali fra questi piani, così che gli abitanti di ogni universo pensano che il proprio sia l'unico mondo. Ci sono però alcuni personaggi, chiamati viandanti dimensionali, in grado di viaggiare da un piano all'altro. Tali potenti individui sono estremamente rari, quando nasce un essere senziente nel multiverso c'è una probabilità su un milione che possieda la scintilla, l'abilità cioè di sviluppare in sé il potere di un viandante dimensionale, e anche in quel caso pochissime di queste creature sono in grado di "accendere" la propria scintilla e ascendere a tale condizione.
La trama della storia che fa da sfondo al gioco si può scoprire nelle illustrazioni delle carte e nel "testo di colore" riportato in fondo ad alcune di esse. Il testo di colore ha l'unico scopo di contestualizzare le carte e fornire elementi dell'ambientazione di Magic; come le illustrazioni non ha alcun effetto sul gioco. Altri elementi per conoscere la storia di Dominia sono i romanzi e le antologie pubblicate dalla Wizards of the Coast, (e precedentemente dalla Harper Prism), i fumetti online e gli articoli pubblicati sul sito internet MagicTheGathering.com, e i comic book della Dark Horse Comics e di Valiant Comics, pubblicati nella seconda metà degli anni novanta nella divisione Armada della casa editrice.